# 江戸山こべに
江戸山 こべに（えどやま こべに）は日本の作詞家。
別名義に江戸山紫、江戸メタル、EDOMETALがある。

## 主な提供楽曲
- BABYMETAL
  - ヘドバンギャー!!（2ndインディーズシングル、江戸メタル名義、ナカメタルと共作）
  - Catch me if you can（イジメ、ダメ、ゼッタイ　c/w、EDOMETAL名義）

- 福山潤
  - kizangai（アニメ「デッドマンワンダーランド」ロクロ　キャラクターソング、江戸山紫名義）

- 木戸衣吹
  - ナゾトキ☆トキメキ☆名探偵（OVA「ナゾトキ姫は名探偵♥」主題歌、江戸山紫名義）

- 花澤香菜
  - ラッキーガール☆ハッピーガール（アニメ「貧乏神が!」桜 市子　キャラクターソング、江戸山紫名義）

- 内山夕実
  - もみじのうた〜哀讃讃〜（アニメ「貧乏神が!」紅葉　キャラクターソング、江戸山紫名義）

- 近藤佳奈子
  - evolutional（4thアルバム「fraction」収録）

- kocho
  - 絶望カタルシス（PlayStation 4用ゲームソフト「魔女と百騎兵２」主題歌）

- in NO hurry to shout;（アニメ「覆面系ノイズ」）
  - ボーダーライン（シングル「カナリヤ[ANIME SIDE] 」c/w）
  - サテライト（シングル「アレグロ」 c/w）
  - ステイ（シングル「ノイズ」 c/w）

| スタブアイコン | サブスタブ | この項目は、まだ閲覧者の調べものの参照としては役立たない、文人（小説家・詩人・歌人・俳人・作詞家・作家・放送作家・随筆家（コラムニスト）・文芸評論家）に関連した書きかけの項目です。この項目を加筆・訂正などしてくださる協力者を求めています（P:文学/PJ:作家）。 |